# Willkommen bei Mario Barth
Willkommen bei Mario Barth war eine Fernsehshow des privaten Fernsehsenders RTL. Sie wurde in Zusammenarbeit von Hauptstadthelden TV Produktion small unit production hergestellt.

## Inhalt
In seiner Show „Willkommen bei Mario Barth“ begrüßte der Berliner Komiker deutsche und auch internationale Comedians und Musikacts für „lustige Talks und verrückte Studio-Aktionen“ mit Publikum und Gästen.

## Konzept
Die Sendung begann meist mit einem Stand-Up Auftritt von Moderator Mario Barth, in dem er über das alltägliche Leben und die zwischenmenschliche Beziehung von Mann und Frau sprach. In der 1. Staffel, die sechs Folgen umfasste, war er in jeder Folge irgendwo in Las Vegas zu sehen und erforschte Land und Leute. In der 2. Staffel, die fünf Folgen umfasste, war er in Miami unterwegs. Außerdem hatten mehrere deutsche Comedians, wie Paul Panzer, Kaya Yanar, Dieter Nuhr oder Mirja Boes einen Stand-Up-Auftritt in der Sendung. Ergänzt wurde dies durch den Auftritt von Musikacts, wie A-ha, Robbie Williams oder Culcha Candela.
In den späteren Staffeln gab es ein Quiz namens „Barth aber fair“, das 2015 von Mirco Nontschew, 2016 von Hugo Egon Balder und 2017 bis 2018 von Marco Rima moderiert wurde. Mario Barth trat dabei gegen die prominenten Gäste an. Es wurden drei Fragen gestellt, wobei der Kandidat bei der ersten Frage einen, der zweiten Frage zwei und der dritten Frage drei Punkte erzielen konnte. Der Gewinner erhielt einen mit Geld gefüllten Sack, den er an eine Person im Publikum verschenken durfte. Ein Running Gag bei Barth aber fair waren die hellen Scheinwerfer, mit denen Nontschew und die Kandidaten vor jeder Frage geblendet wurden.

## Produktion und Ausstrahlung
Insgesamt wurden 17 Staffeln von Willkommen bei Mario Barth mit vier bis acht Episoden pro Staffel von Hauptstadthelden TV Produktion small unit production und mo2 design hergestellt. Drei der vier ersten Staffeln wurden im „Sandwich“ von Das Supertalent oder Deutschland sucht den Superstar auf RTL ausgestrahlt, das heißt zwischen den Live- und Entscheidungsshows, was sich positiv auf die Quoten auswirkte. Die Shows wurden in der Regel ohne Unterbrechung innerhalb weniger Tage produziert.
Nach 96 Folgen in 17 Staffeln lief am 21. April 2018 die letzte Ausgabe der Show. Als Nachfolger ging im November 2019 erstmals das neue Format Mario & Friends auf Sendung.

## Kurioses
Aufsehen erregte die Show, als Mario Barth 2009 in das Big-Brother-Haus einbrach. „Wenn die mich vorne nicht reinlassen, dann lass ich mich rein!“
In einer Staffel brach er sich in einer der Episoden seinen Fuß und musste daher auf Krücken seine Staffel zu Ende moderieren.

## Besonderheiten
2014 spielten Mario Barth und Steffen Henssler in einer besonderen Ausgabe der Sendung die Lockvögel für die ARD-Sendung Verstehen Sie Spaß?, bei der dessen Moderator Guido Cantz reingelegt wurde.

## Rezeption

### Kritik
„… wenn man […] am späten Samstagabend auf RTL schaltet, wundert man sich als durchschnittlich gebildeter Mensch schon, was inzwischen so alles als ,Comedy' durchgeht. Im kurzen Stand-Up-Teil der Sendung, zündet erfahrungsgemäß keine Pointe, denn Barth erzählt prinzipiell keine lustigen Sachen. Das hält ihn jedoch nicht davon ab, jeden Satz durch mehrfaches Eigengelächter zu unterbrechen. Im Barth-Universum zählt vielmehr die Behauptung der Witzigkeit. ,Pass uff! Jetzt kommts! Alter, dit is der Hamma!' So bereitet Mario sein Publikum darauf vor, dass es bitte gleich in johlende Begeisterungsstürme auszubrechen hat. Für den Fall, dass die Zuschauer etwas begriffsstutziger als erwartet sind, wird jede Anti-Pointe noch minutenlang herausgezögert und gerne auch durch mehrfaches ,Verstehste?!' untermauert. Das ist mitnichten geschundene Sendezeit - so funktioniert einfach Humor 2.0 im Barth-Zeitalter[…]. In seiner TV-Show empfängt Barth auch regelmäßig Talkgäste. Wobei der Begriff ,Talk' viel zu hoch gegriffen ist, denn ein richtiges Gespräch will mit keinem der geladenen Prominenten aufkommen. So amüsierte er sich beispielsweise mit Promiazubine Jana Ina lieber über diverse Vibratoren und Dildos[…] wenigstens wissen wir nun, warum so viele Ausländer denken, dass die Deutschen keinen Humor haben. Die Antwort liefert «Willkommen bei Mario Barth».“

### Auszeichnungen
- 2009 – nominiert für den Deutschen Fernsehpreis in der Kategorie Beste Unterhaltungssendung / Moderation
- 2010 – nominiert für den Deutschen Comedypreis in der Kategorie Beste Comedyshow[7]
- 2010 – nominiert für den Deutschen Fernsehpreis in der Kategorie Beste Unterhaltung
- 2016 – nominiert für den Deutschen Comedypreis in der Kategorie Beste Comedyshow